# Гіпертиреоїдизм
Гіпертиреоїдизм  (також гіпертиреоз) — патологічний стан гіперфункції щитоподібної залози, який проявляється в надмірному виробленні тиреоїдних гормонів. Через це можуть виникати різноманітні симптоми, такі як надмірне потовиділення, прискорене серцебиття, аритмії, втрата ваги, постійне відчуття голоду, нервозність, швидка втома і тремор. Найбільш поширеними причинами гіпертиреозу є хвороба Грейвса, та автономія щитоподібної залози, обидві вони пов'язані з підвищеною секрецією щитоподібної залози, можливо, з утворенням зобу, та збільшеним надходженням тиреоїдних гормонів у вигляді лікарських препаратів. У випадку небезпечної для життя гіперфункції, говорять про тиреотоксичний криз (синонім тиреотоксикозу, «отруєння тиреоїдним гормоном»). Протилежність гіпертиреозу, дефіцит тиреоїдних гормонів, називається гіпотиреозом (неактивна щитоподібна залоза).

## Історичні факти
Гіпертиреоз вперше описав Калеб Хільєр Паррі в 1786 році. Однак, як і інші лікарі свого часу, наприклад Карл фон Базедов та Роберт Джеймс Грейвз, він не встановив зв'язку між симптомами та порушенням роботи щитоподібної залози. Лише у 1886 році Пол Юлій Мебіус продемонстрував цей зв'язок. Відповідно хірургам Полю Жюлю Тілу (1880) та Л. Рену (1884) вдалося вилікувати захворювання шляхом хірургічного видалення частин щитоподібної залози (субтотальна тиреоїдектомія) і тим самим зменшити кількість гормонально активної тканини.

## Фізіологія щитоподібної залози
У здорових людей щитоподібна залоза вивільняє тироксин (Т 4) і трийодтиронін (Т 3) у кров. Секреція цих гормонів контролюється тиреотропним циклом, в якому гіпофіз  стимулює виділення щитоподібною залозою тиреотропіну / ТТГ, внаслідок чого збільшується вироблення тиреоїдних гормонів, та стимулюється ріст тканини щитоподібної залози.
Щитоподібній залозі потрібний йод для вироблення тироксину та трийодтироніну. Потреба в йоді для дорослих становить близько 200 мкг. на добу. Достатнє споживання йоду, як правило, забезпечується йодованою кухонною сіллю. Гормони щитоподібної залози (T 3 і T 4), що потрапляють у кров звідти, в основному зв'язуються з різними білками (головним чином з тироксин-зв'язувальним глобуліном, транстиретином та альбумінами) і, таким чином, стають біологічно неактивними. Тільки близько 1 ‰ гормонів щитоподібної залози в крові циркулює вільно (fT 3 і fT 4). Ці гормони підвищують швидкість метаболізму, чутливість серця до катехоламінів, обмін кальцію та фосфатів, а також збудливість м'язових і нервових клітин та гальмують утворення нових білків та глікогену.
Детальніші відомості з цієї теми ви можете знайти в статті Щитоподібна залоза.

## Класифікація
- Первинний — при ураженні щитоподібної залози;
- Вторинний — при ураженні гіпофіза;
- Третинний — при ураженні гіпоталамуса;

Гіпертиреоз також класифікують за етіологією та тяжкістю.
- Причиною часто є «автономія щитоподібної залози» і аутоімунні процеси, рідко також запальні захворювання, передозування гормонів щитоподібної залози (ятрогенні) або злоякісні пухлини щитоподібної залози. Гіпертиреоз дуже рідко зустрічається як супутній симптом інших злоякісних пухлин (паранеоплазія), або у разі гіпофізарної гіперфункції (з додатковою секрецією ТТГ).
- Розрізняють такі ступені тяжкості:

- прихований або компенсований гіпертиреоз (рівень гормону щитоподібної залози нормальний, але значення ТТГ знижено);
- субклінічний гіпертиреоз (рівень гормону щитоподібної залози підвищений, пацієнт немає клінічних проявів);
- маніфестний гіпертиреоз і тиреотоксичний криз — критичне погіршення функції щитоподібної залози, яке через виникнення небезпечних симптомів загрожує життю.

## Патогенез

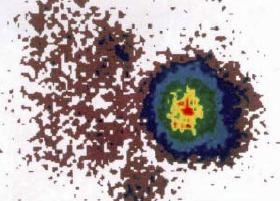
Сцинтиграфічне зображення уніфокальної автономії аденоми щитоподібної залози

Автономія щитоподібної залози, при якій вплив регулюючого ТТГ на вивільнення гормонів в частинах щитоподібної залози відсутня, є частою причиною гіпертиреозу, особливо в старшому віці. Навіть у «здоровій» залозі певні ділянки є автономними і тому працюють незалежно від фізіологічних механізмів регуляції. Якщо щитоподібна залоза збільшена через дефіцит йоду (зоб), автономна частина залози також може значно збільшитись в розмірах. Гіпертиреоз внаслідок автономії залози базується на двох чинниках: розвитку великої кількості автономної тканини (протягом багатьох років), а потім раптовому високому вживанні йоду (введення контрастного препарату на основі йоду, або ліків, особливо аміодарон). При автономії щитоподібної залози, розрізняють однофокальну (один фокус), мультифокальну та дисеміновану автономію.
Гіпертиреоз також може бути наслідком аутоімунного захворювання . Імуногенний гіпертиреоз (наприклад, хвороба Грейвса) зазвичай виникає лише після 35 . Гіпертиреоз може перебігати без зобу, а також при дифузному або вузловому зобі. У сімейних груп (HLA-B8 і HLA-DR3), аутоантитіла рецепторів ТТГ спричинюють стимулювання вироблення гормонів. Імуногенний гіпертиреоз включає також тиреоїдит Хашимото, який може тимчасово підсилювати вивільнення гормонів.
Гіпертиреоз через поєднання аутоімунного захворювання щитоподібної залози та автономії її, відомий як синдром Маріна Ленхарта.

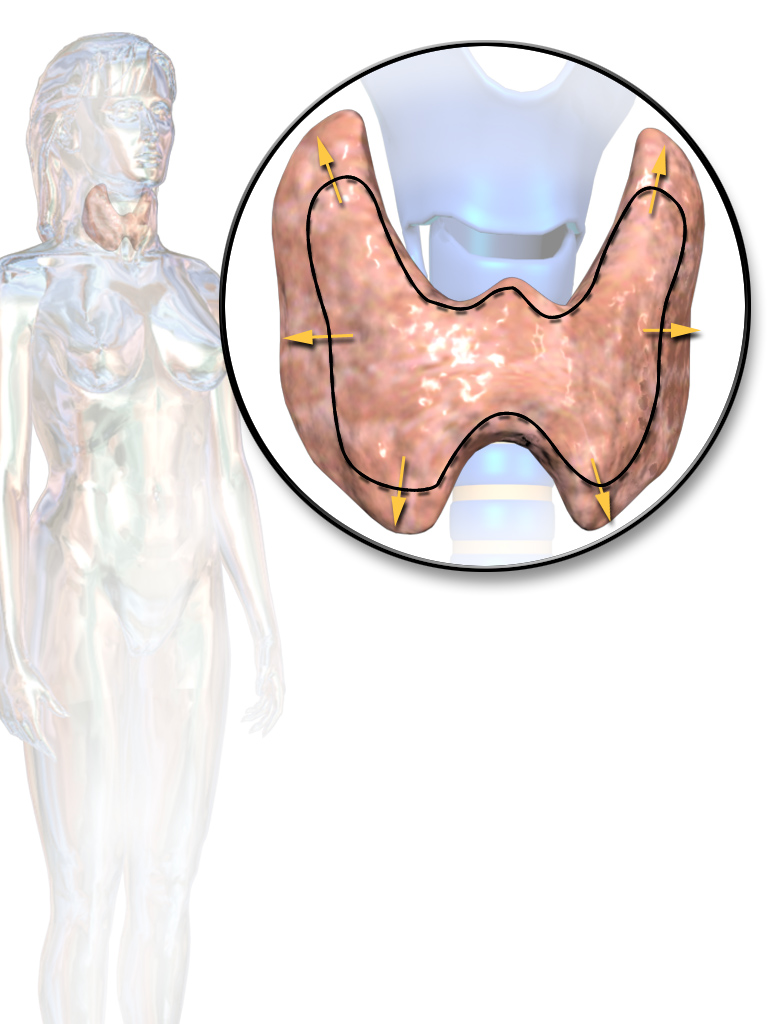
Схематичне зображення дифузно збільшеної щитоподібної залози у порівнянні з нормальним розміром (чорна лінія)

## Тиреотоксичний криз
Небезпечний для життя тиреотоксичний криз можливий при будь-якій формі гіпертиреозу, незалежно від причини; він може розвинутися несподівано і швидко протягом декількох годин або днів. Збільшена кількість йоду, що виділяється організмом людини за декілька тижнів до цього, є пусковим механізмом, також в деяких випадках, після застосування (йодовмісних препаратів, наприклад аміодарону, або рентгеноконтрастної речовини), після припинення дії тиреоїдних препаратів, операцій (зокрема, резекція щитоподібної залози).

### Клінічні прояви

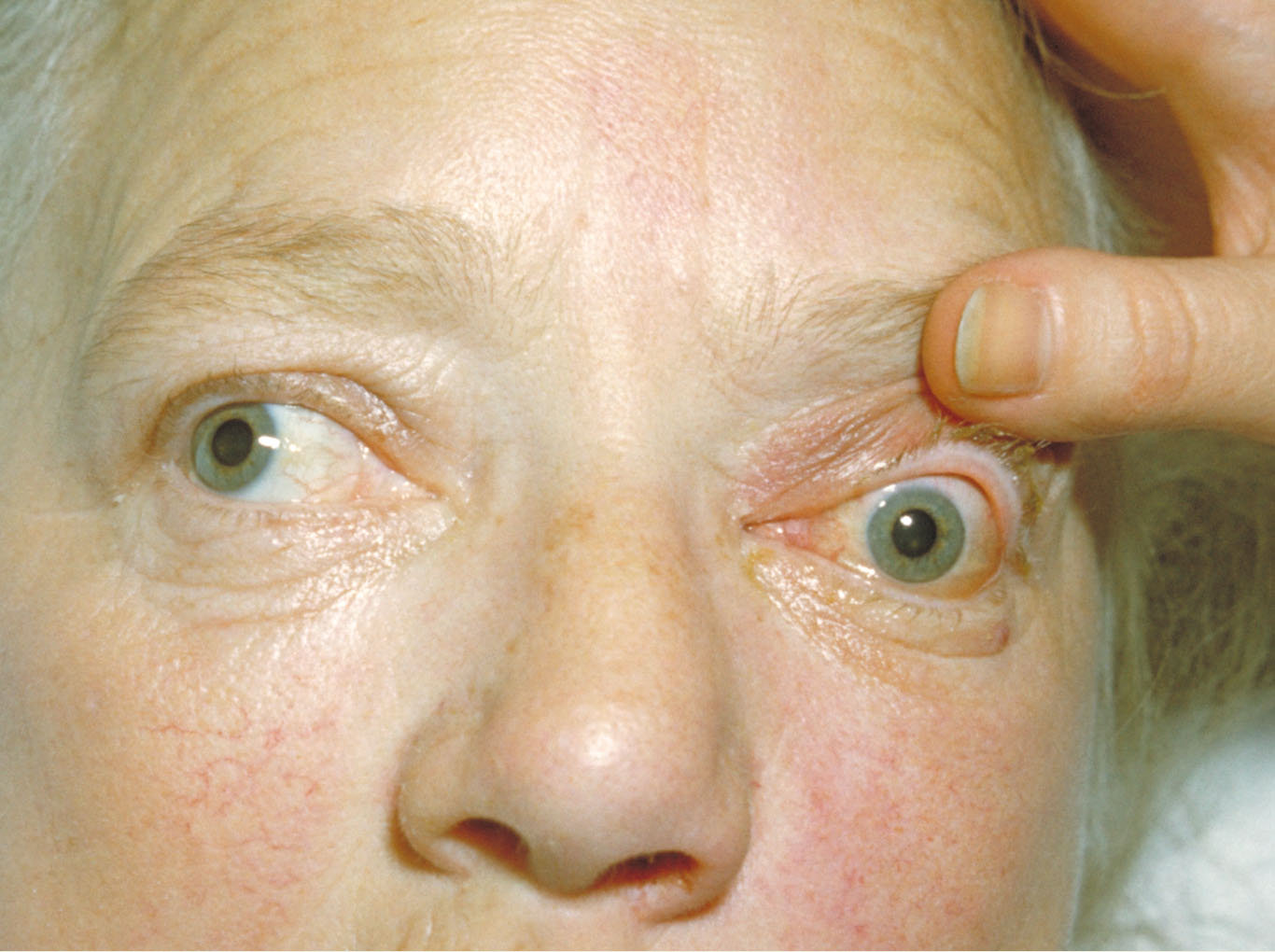
Екзофтальм з обох боків

Близько чотирьох з п'яти хворих на гіпертиреоз мають зоб. Безсоння, дратівливість, нервозність і тремор (дрібний тремор) також характерні як ознака загального психомоторного збудження. Окрім підвищеного артеріального тиску, серцево-судинна система піддається патологічному впливу (тахікардія, екстрасистолія, фібриляція передсердь). Незважаючи на тягу до їжі, втрата ваги може збільшуватися через підвищення основного обміну. Спостерігається патологічна толерантність тканин до глюкози, можливо навіть гіперглікемія через мобілізацію запасів жиру та глікогену. Крім того, характерними симптомами є: пітливість, тепла волога шкіра, можливе незначне підвищення температури, м'язова слабкість, остеопороз (негативний баланс кальцію), випадіння волосся та порушення менструального циклу аж до тимчасового безпліддя .
При імуногенному гіпертиреозі типу Грейвса помітне випинання очних яблук з очних ямок (екзофтальм) є найбільш відомим симптомом ендокринної патології. Поєднання екзофтальму, зоба та тахікардії відоме як мерзебурзька тріада.  Акропахія (зміни шкіри пальців рук і ніг) може зустрічатися рідко.
| стадія | клінічні прояви | летальність |
| ------ | --- | ----------- |
| I      | Тахікардія > 150 / хв, серцева аритмія, гіпертермія (> 41 ° C), адинамія, сильна діарея, зневоднення, посилений тремор, неспокій, збудження, гіперкінез, підвищені тиреоїдні гормони в плазмі крові | до 10 %     |
| ІІ     | додаткові розлади свідомості, ступор, сонливість, психотичні ознаки, локальна та часова дезорієнтація                                                                                               | 10 — 30 %   |
| ІІІ    | додатково кома | понад 30 %  |

## Діагностика

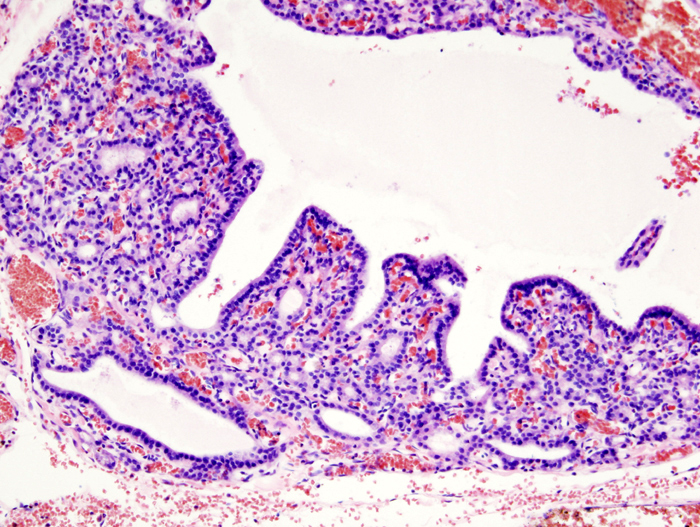
Гістопатологічна картина дифузної гіперплазії щитоподібної залози при гіпертиреозі

Оскільки гіпертиреоз визначається за надлишком тиреоїдних гормонів, лабораторна діагностика відіграє вирішальну роль, крім анамнезу, клінічних симптомів та методів візуалізації (особливо сонографії та сцинтиграфії).
Як правило, щитоподібна залоза виробляє занадто багато гормонів при гіпертиреозі. Організм використовує «механізм зворотного зв'язку» для контролю виділення гормонів щитоподібної залози шляхом підсилення або пригнічення вивільнення ТТГ у гіпофізі. Таким чином, єдине визначення базового рівня ТТГ у крові є відповідним параметром скринінгу.
Зрештою, свідченням явного гіпертиреозу є збільшення вільного трийодтироніну (fT 3) або |тироксину (fT 4) разом зі зниженням рівня ТТГ та наявністю відповідних клінічних симптомів.
Для диференціації потрібні додаткові лабораторні параметри. Аутоантитіла до рецепторів тиреотропіну (TRAB) та антитіла до тиреопероксидази (anti-TPO-AB) з високою специфічністю показують, чи є це імуногенний гіпертиреоз (хвороба Грейвса або тиреоїдит Хашимото). Якщо є підозра на підвищене надходження йоду в організм, можна визначити вміст його в сечі. Збільшення fT 3 і fT 4 без зниження рівня базального ТТГ зазвичай спостерігається при так званому «центральному гіпертиреозі» (наприклад, через аденому гіпофіза, продукує ТТГ).
Пальпацію щитоподібної залози та УЗД використовують для оцінки збільшення щитоподібної залози та наявності новоутворень у вигляд вузлів.

## Лікування
При медикаментозній терапії пацієнтам призначають тиреоїдні препарати, які пригнічують утворення тиреоїдних гормонів у високих дозах, поки лабораторні значення (еутиреоз) не нормалізуються. Найчастіше застосовують «тиреостатики» (пропілтіоурацил, карбімазол, тіамазол та інші), але вони мають приблизно однотижневу ефективність; якщо необхідний швидкий початок дії, можна використовувати перхлорат натрію, який гальмує всмоктування йоду в щитоподібній залозі. Тиреостатики неефективні при гіпертиреозі, спричиненому тиреоїдитом, оскільки вони не можуть впливати на вивільнення гормонів, що зберігаються в щитоподібній залозі («заздалегідь готові гормони»).
Пропранолол (некардіоселективний блокатор β-рецепторів) застосовується на додаток до тахікардії, але також полегшує некардіальні симптоми гіпертиреозу та інгібує конверсію з T 4 в T 3.
Хірургічна терапія спрямована на запобігання рецидиву гіпертиреозу. Обов'язковою умовою є попередня успішна лікарська нормалізація лабораторних показників. Тиреоїдектомія (повне видалення щитоподібної залози) — це лікування вибору карциноми. Якщо є доброякісний зоб, застосовують субтотальну резекцію(субтотальна тиреоїдектомія) з видаленням лімфатичних вузлів; решта післяопераційного обсягу залежить від причини гіпертиреозу. Після операції, як правило, для профілактики рецидивів, необхідна гормональна терапія, що полягає в пероральному вживанні йоду (супресивна терапія) або замісна гормональна терапія для запобігання гіпотиреозу.
У багатьох випадках терапія радіоактивним йодом є іноді альтернативою хірургічному втручанню після успішної медикаментозної нормалізації лабораторних показників.